# Tapsony
Tapsony é um município da Hungria, situado no condado de Somogy. Tem 31,61 km² de área e sua população em 2019 foi estimada em 736 habitantes.